# Campionato del mondo di calcio da tavolo 1998
Il Campionato del mondo di calcio da tavolo 1998 si tenne a Namur.

## Medagliere
| Pos. | Paese       | Oro | Argento | Bronzo | Totale |
| ---- | ----------- | --- | ------- | ------ | ------ |
| 1    | Italia      | 3   | 2       | 2      | 7      |
| -    | Belgio      | 3   | 2       | 2      | 7      |
| 3    | Francia     | 2   | 1       | 3      | 6      |
| 4    | Austria     | 2   | 0       | 2      | 4      |
| 5    | Spagna      | 0   | 2       | 1      | 3      |
| -    | Grecia      | 0   | 2       | 1      | 3      |
| 7    | Danimarca   | 0   | 1       | 0      | 1      |
| 8    | Portogallo  | 0   | 0       | 5      | 5      |
| 9    | Inghilterra | 0   | 0       | 1      | 1      |
| -    | Germania    | 0   | 0       | 1      | 1      |

## Categoria Open

### Individuale
Prima fase a gironi ed Eliminazione Diretta
| Oro     | Gil Delogne              | Belgio     |
| Argento | Giancarlo Giulianini     | Italia     |
| Bronzo  | Filipe Maia Paulo Sobral | Portogallo |

### Squadre
Prima fase a gironi ed Eliminazione Diretta
| Oro     | Italia Stefano De Francesco, Giancarlo Giulianini, Gianluca Galeazzi, Eric Benvenuto, Andrea Casentini, Francesco Patruno                                 | Italia            |
| Argento | Grecia Leonidas Papmichail, Kostas Kechris, Dimitris Tsompanidis, Dimitris Mavromitos, Christos Aggelinas                                                 | Grecia            |
| Bronzo  | Belgio Gil Delogne, Frédéric Perdaens, Benoît Massart, David Ruelle, Philippe Roufosse Portogallo José Santos, Vasco Guimaraes, Felipe Maia, Paulo Sobral | Belgio Portogallo |

## Categoria Under20

### Individuale
Prima fase a gironi ed Eliminazione Diretta
| Oro     | Simone Bertelli                  | Italia            |
| Argento | Valéry Dejardin                  | Belgio            |
| Bronzo  | Spiros Hantzaras Sergio Loureiro | Grecia Portogallo |

### Squadre
Prima fase a gironi ed Eliminazione Diretta
| Oro     | Italia Matteo Suffritti, Stefano Fontana, Simone Bertelli, Efrem Intra                                                                                       | Italia         |
| Argento | Francia Jean-Guillaume Einsle, Ouabi Rouis, Flavien Bousch, Nicolas Wlodarczyk, Rémi Lours                                                                   | Francia        |
| Bronzo  | Belgio Nathan Dupont, Bessim Golger, Valéry Dejardin, Delphine Dieudonné Austria Thomas Wittmann, Herbert Gütl, Bernhard Hucek, Wolfgang Hucek, Thomas Exler | Belgio Austria |

## Categoria Under16

### Individuale
Prima fase a gironi ed Eliminazione Diretta
| Oro     | Wolfgang Haas                     | Austria           |
| Argento | Alberto Mateos Navarro            | Spagna            |
| Bronzo  | Miguel Ángel López Nelson Fonseca | Spagna Portogallo |

### Squadre
Prima fase a gironi ed Eliminazione Diretta
| Oro     | Austria Wolfgang Haas, Michael Dressler, Markus Jurik, Elisabeth Haas | Austria        |
| Argento | Spagna Alberto Mateos Navarro, Luis Mateos Navarro, Miguel Ángel López | Spagna         |
| Bronzo  | Italia Marco Brunelli, Ilario Dragonetti, Bruno Mazzeo, Daniele Bertelli, Daniele Della Monaca Francia Sébastien Garnier, Rémi Soret, Cédric Garnier, Cédric Wienecke, Thomas Ponte | Italia Francia |

## Categoria Veterans

### Individuale
Prima fase a gironi ed Eliminazione Diretta
| Oro     | Thierry Vivron                  | Francia        |
| Argento | Nasos Fotopoulos                | Grecia         |
| Bronzo  | Luca Trabanelli Philippe Gillet | Italia Francia |

### Squadre
Prima fase a gironi ed Eliminazione Diretta
| Oro     | Belgio Jos Ceulemans, Benoît Jadot, Christian Piron, Jean-Marie Pennequin, Alain Bertholomé                                                                         | Belgio               |
| Argento | Italia Luca Trabanelli, Marco de Angelis, Massimo Conti, Rodolfo Casentini, Riccardo Marinucci                                                                      | Italia               |
| Bronzo  | Inghilterra Len Parsons, Mike Newton, Chris Wrigley, Gary Richards, Tom Taylor Germania Thomas Winkler, Klaus Gottke, Michael Kappl, Dirk Paulsen, Friedel Molinaro | Inghilterra Germania |

## Categoria Femminile

### Individuale
Prima fase a gironi ed Eliminazione Diretta
| Oro     | Delphine Dieudonné             | Belgio          |
| Argento | Kamilla Kristensen             | Danimarca       |
| Bronzo  | Françoise Guyot Elisabeth Haas | Francia Austria |

### Squadre
Prima fase a gironi ed Eliminazione Diretta
| Oro     | Francia Stéphanie Garnier, Sylvie Dufeu, Claire Lesage, Françoise Guyot, Irène Lincquercq | Francia |
| Argento | Belgio Jessica Hardenne, Valérie Hoyois, Stéphanie Voets, Cynthia Bouchez                 | Belgio  |